# Neda Arnerić

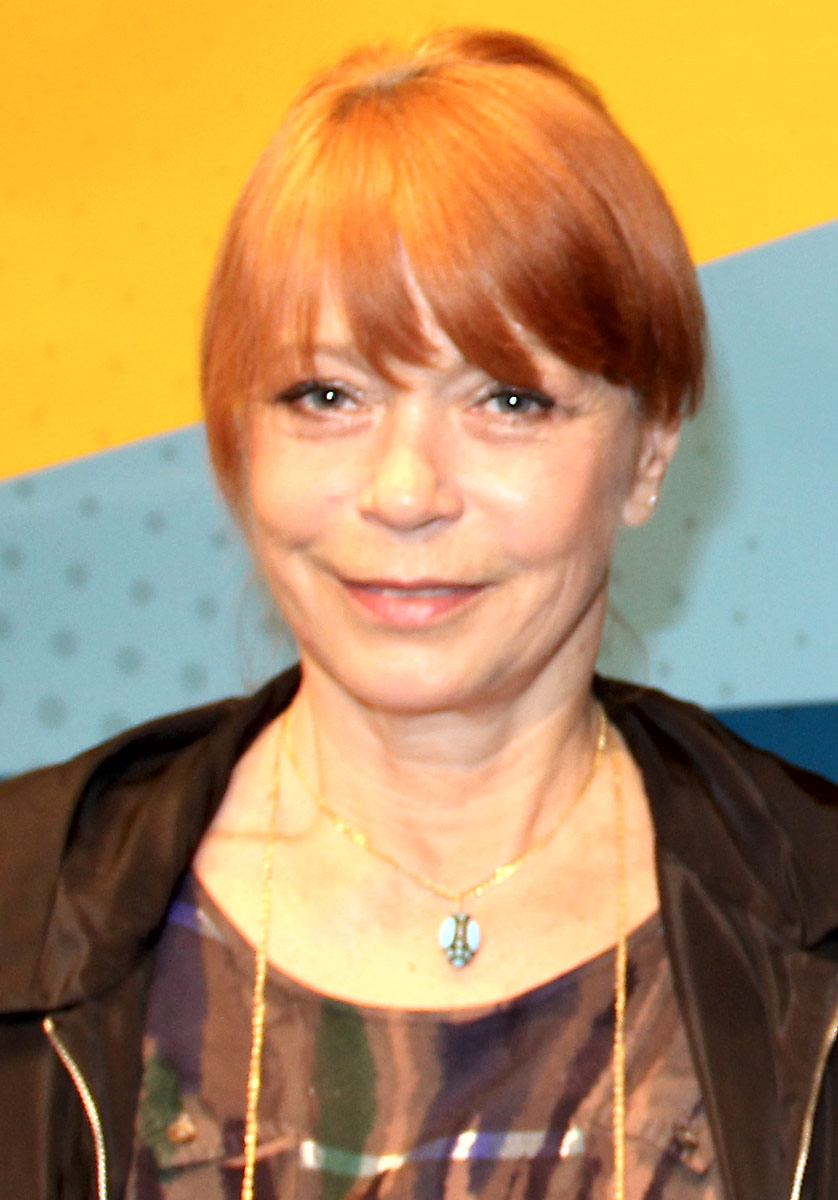
Neda Arnerić (2012)

Neda Arnerić (serbisch-kyrillisch Неда Арнерић; * 15. Juli 1953 in Knjaževac, Jugoslawien; † 10. Januar 2020 in Belgrad) war eine jugoslawische bzw. serbische Schauspielerin.

## Leben
Arnerić besuchte das Neunte Belgrader Gymnasium und nahm schon während der Schulzeit an Tanz- und Theaterkursen in Belgrad teil. Im Alter von 13 Jahren gab sie 1966 im Film San ihr Leinwanddebüt. Arnerić absolvierte ein Schauspielstudium an der Akademie für Theater, Film und Fernsehen in Belgrad. Von 1970 bis 1974 lebte und drehte sie im Ausland und war unter anderem in französischen und italienischen Filmen zu sehen. Neben ihren Filmauftritten war Arnerić an verschiedenen, meist experimentellen Theatern aktiv und studierte in den 1980er-Jahren Kunstgeschichte an der Universität Belgrad. Bis 1999 führte sie eine eigene Kunstgalerie in Belgrad.
Neda Arnerić gehörte der Demokratska Stranka an. Ab 2000 war sie für kurze Zeit Mitglied des serbischen Parlaments, trat jedoch im Zuge eines Skandals um automatische Stimmabgaben zurück.
Für ihre Darstellung in Uspravi se, Delfin wurde Arnerić 1977 mit der Silbernen Arena des Nationalen Filmfestivals Pula ausgezeichnet. Zudem erhielt sie 1978 auf dem Filmfestival in Niš eine Carica Teodora als beste Darstellerin. Im Jahr 1988 gewann sie die Goldene Arena für ihre Darstellung in Haloa – praznik kurvi. Im Jahr 2010 wurde sie für ihr Lebenswerk mit dem Pavle-Vuisić-Preis der Vereinigung serbischer Filmschauspieler ausgezeichnet.

## Filmografie (Auswahl)
- 1966: San
- 1968: Ein serbischer Mittag (Podne)
- 1969: Mädchen im Park (Visňja na tašmajdani)
- 1969: Querfeldeins (Kros contri)
- 1970: Chamsin
- 1971: Un peu, beaucoup, passionnément …
- 1973: Shaft in Afrika (Shaft in Africa)
- 1973: Die fünfte Offensive – Kesselschlacht an der Sutjeska (Sutjeska)
- 1974: 67 Tage – Die Republik von Uzice (Užička republika)
- 1975: Eine Rose aus Beton (Ruža od betona)
- 1975: Überfall im Morgengrauen (Quand la ville s’eveille)
- 1977: Casanova auf gepackten Koffern (Ljubavni život Budimira Trajkovića)
- 1980: Wer singt denn da? (Ko to tamo peva?)
- 1982: Vater nach Maß (Moj tata na odredjeno vreme)
- 1986: Abendglocken (Vecernja zvona)
- 1987: Marjuca oder Tod
- 1987: Der Schutzengel (Andjeo cuvar)
- 1990: Desert Force (Killing Streets)
- 2012: In Erwartung der Gäste
- 2015: Za kralja i otadžbinu